# スタニスワフ・ジュウキェフスキ

ジュウキェフスキの紋章（ルビチ）

スタニスワフ・ジュウキェフスキ（ポーランド語：Stanisław Żółkiewski, 1547年 - 1620年10月7日）は、ポーランド・リトアニア共和国のマグナートで、軍事指導者として共和国の南部・東部国境での数多くの戦いを指揮した。
1588年より王冠領野戦ヘトマン、1590年よりリヴィウ城代、1613年より王冠領大ヘトマン、1618年よりキエフ県知事及び王冠領大法官（宰相）など共和国の最高官職を歴任し、モスクワ・ロシア、オスマン帝国、タタールとの戦いで共和国軍に偉大な勝利をもたらし、ヨーロッパの軍人としては初めて、ロシアに攻め入ってその首都モスクワを占領した。しかしその類稀なる軍事的才能でモスクワを占領した「名将」としての仕事もさることながら、モスクワ遠征における彼の真の歴史的功績は、議会（セイム）の代表者として、ロシアやスウェーデンへの宗教的野望を抱える自国の王ジグムント3世を戒め、当時のポーランドの体制的基盤となっていた思想信条の自由の原則を貫き、ツァーリ独裁の伝統に反対するロシアの民主派と結んで民主的な立憲君主主義の国家連合の実現に向けて奔走した、「大政治家」としての仕事ぶりであろう。
第二次ウィーン包囲でトルコの侵略からヨーロッパを救ったポーランド王ヤン3世ソビェスキは曾孫。

## 生涯

### 経歴
リヴィウの学校で学んで数ヶ国語を習得したあと、国王ステファン・バートリの秘書官となった。1594年から1596年にかけて、ウクライナ・ヘトマンのセヴェルィーン・ナルィヴァーイコが率いるコサックの反乱（ナルィヴァーイコの乱）を鎮圧した。また1607年にゼブジドフスキの反乱においては、グズフの戦いで反乱軍を破った。

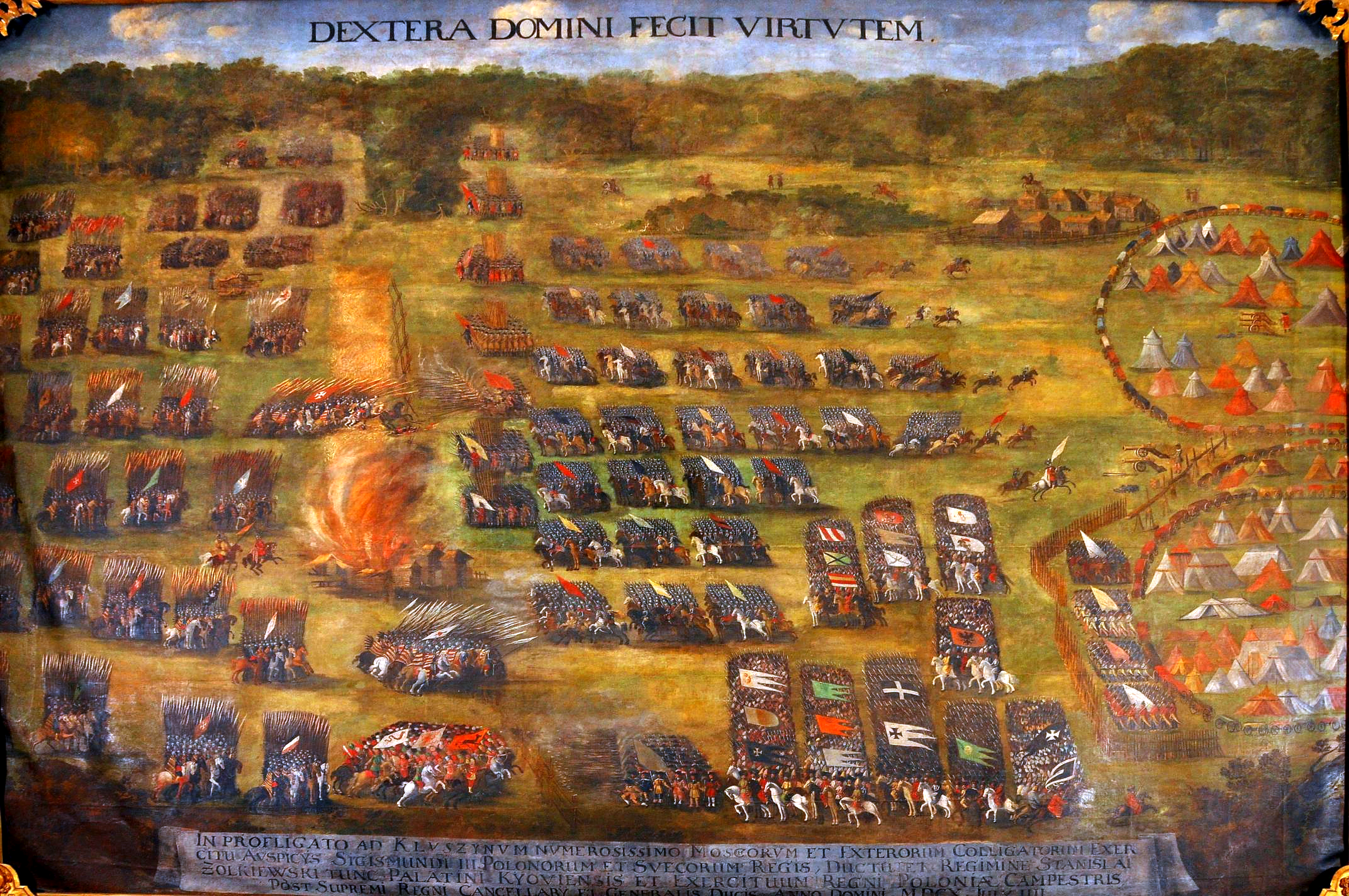
クルシノの戦い

ロシア・ポーランド戦争が始まると、ジュウキェフスキは司令官として遠征を成功裏に進めた。ジュウキェフスキは偽ドミトリー2世擁立計画の一環としてモスクワを陥落させ、ツァーリのヴァシーリー・シュイスキーを捕らえた。1610年にはクウシノの戦いで、ポーランド騎兵「フサリア」5,000騎でモスクワ・ロシア側の40,000の大軍を撃破する大勝利を収めている。ジュウキェフスキは国王ジグムント3世の長男ヴワディスワフのツァーリ擁立、及び共和国とモスクワ・ロシアとの同君連合構想の推進を支持した。
1612年より、将来有能なヘトマンとして名を馳せるスタニスワフ・コニェツポルスキを部下とし、若いコニェツポルスキの軍事上の師となった。1612年及び1617年、モルダヴィア（モルダヴィア・マグナート戦争）とウクライナで軍事遠征を指揮した。齢70歳を超えていたにもかかわらず、彼は死の瞬間まで現役の指揮官として精力的に活動を続けた。

### 最期

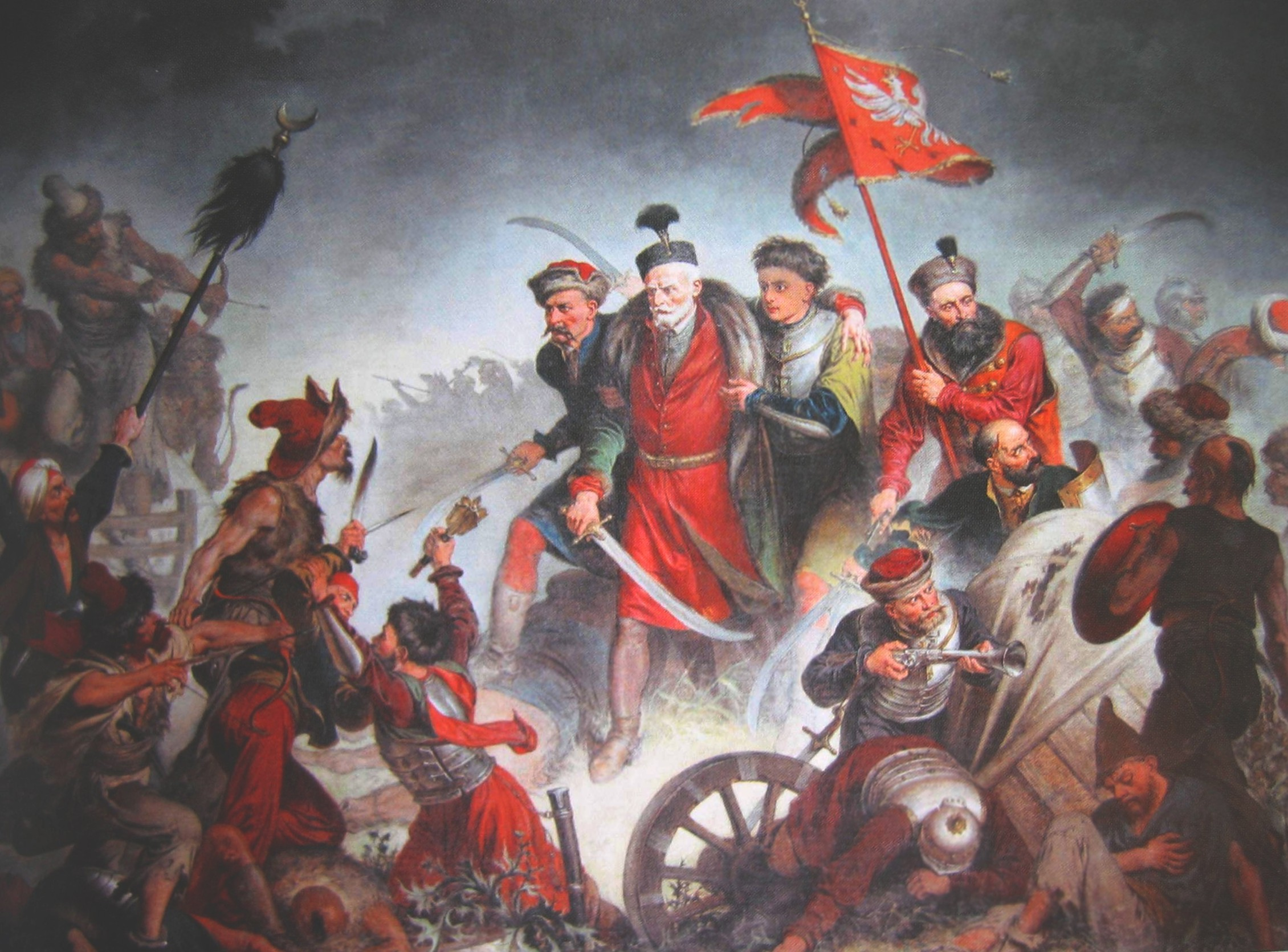
ジュウキェフスキの最期

1620年10月7日、ジュウキェフスキはモルダヴィアのプルト川河畔におけるトルコ軍とのツェツォラの戦いで、ポーランド軍の退却中に敵軍に殺された。戦後、彼の遺体はトルコ軍によって冒瀆され、頭部は切り取られて戦利品としてイスタンブールに献上された。頭部はその後、ツェツォラの戦いでトルコ軍の捕虜となった息子のヤンと共に未亡人のもとに返された。彼は自らが建設した都市ジュウキェフ（現在のウクライナ）の聖ヴァヴジニェツ教会に埋葬された。
死後、彼は聖なる信仰を守る為に異教徒に殺されたキリスト教戦士として伝説的な存在となった。ジュウキェフ城を始めとする彼の財産と所領は、最終的に彼の孫娘と結婚したヤクプ・ソビェスキに相続された。また、ロシア・ポーランド戦争に従軍した際、自らの軍事遠征と外交政策についての回想録『モスクワ戦争の顛末について』を執筆している。

## 書目
- Leszek Podhorodecki (1988). StanisŁaw Żółkiewski. Ludowa Spółdzielnia Wydawnicza. ISBN 978-83-205-4082-6 2012年6月18日閲覧。
- Jerzy Besala (1988). Stanisław Żółkiewski. Państwowy Instytut Wydawniczy. ISBN 978-83-06-01583-6 2012年6月18日閲覧。